# Средненский сельсовет
Сре́дненский сельсове́т — упразднённое сельское поселение в Александровском районе Ставропольского края Российской Федерации.
Административный центр — хутор Средний.

## География
Находился в южной части Александровского района. Площадь сельсовета — 152,8 км².
Расстояние от центра сельсовета до центра округа — 25 км, до краевого центра — 130 км.
Удалённость населённых пунктов сельсовета от административного центра сельсовета:
- х. Конный — 4 км,
- х. Ледохович — 10 км,
- х. Красный Чонгарец — 12 км[2].

## История
В 1936 году в Александровском районе был образован Средненский сельсовет. На 18 ноября 1957 года в него входили хутора Средний, Верхний, Конный, Крученый, Чонгарец, Кавказский, Ледохович, Новая Деревня, Светлокумка, Дом табунщика, Петровка, Сухая Сабля, Репьёва-1, Репьёва−2, Дальний Восток, Казинка, Всадник, Танюхина−1, Танюхина−2, Лепский, Белая Конюшня, Пятый Колодец, Дом чабана.
В 1965 году административный центр сельсовета был переведён из хутора Среднего во вновь образованный хутор Новокавказский, в связи с тем, что последний находился ближе к райцентру, а также к автодороге Александровское — Минеральные Воды. С 7 июля 1967 года сельсовет стал именоваться Новокавказским.
18 февраля 1993 года Малый Совет Ставропольского краевого Совета народных депутатов решил: «Образовать в Александровском районе Средненский сельсовет с центром в хуторе Средний. Включить в состав Средненского сельсовета хутора Средний, Конный, Красный Чонгарец, Ледохович, выделенные из состава Новокавказского сельсовета Александровского района».
Необходимость образования сельсовета была вызвана, прежде всего, желанием граждан, а так же удалённостью хутора Средний от центра Новокавказского сельсовета (18 км), что создавало трудности для жителей.
Первым главой Средненской сельской администрации и председателем сельского Совета в марте 1993 года стал Е. И. Тенищев.
Статус и границы сельского поселения установлены Законом Ставропольского края от 4 октября 2004 года № 88-КЗ «О наделении муниципальных образований Ставропольского края статусом городского, сельского поселения, городского округа, муниципального района».
С 16 марта 2020 года все муниципальные образования Александровского муниципального района были объединены в Александровский муниципальный округ.

## Население
| 1989  | 2002  | 2010  | 2011  | 2012  | 2013  | 2014  |
| ----- | ----- | ----- | ----- | ----- | ----- | ----- |
| 1680  | ↘1656 | ↘1583 | ↘1578 | ↘1550 | →1550 | ↗1558 |
| 2015  | 2016  | 2017  | 2018  | 2019  | 2020  |       |
| ↘1518 | ↘1481 | ↘1437 | ↘1434 | ↘1386 | ↘1373 |       |

Демография
В 2011 году родилось 18 человек, а умер 21.
Национальный состав
По итогам переписи населения 2010 года проживали следующие национальности (национальности менее 1 %, см. в сноске к строке «Другие»):
| Национальность | Численность | Процент |
| -------------- | ----------- | ------- |
| Русские        | 1294        | 81,74   |
| Даргинцы       | 54          | 3,41    |
| Табасараны     | 43          | 2,72    |
| Чеченцы        | 42          | 2,65    |
| Карачаевцы     | 33          | 2,08    |
| Армяне         | 21          | 1,33    |
| Другие         | 96          | 6,06    |
| Итого          | 1583        | 100,00  |

## Состав сельского поселения
| № | Населённый пункт | Тип населённого пункта        | Население |
| - | ---------------- | ----------------------------- | --------- |
| 1 | Конный           | хутор                         | ↗91       |
| 2 | Красный Чонгарец | хутор                         | ↗27       |
| 3 | Ледохович        | хутор                         | ↗155      |
| 4 | Средний          | хутор, административный центр | ↘1169     |

## Местное самоуправление
Дума муниципального образования Средненского сельсовета
Срок полномочий депутатов — 5 лет; дата избрания депутатов — 13 сентября 2015 года; количество депутатов — 10 чел.
Председатели Думы
- Кондраков Петр Николаевич (на непостоянной основе);
- Демченко Владимир Михайлович (на постоянной основе)[2].

Главы администрации Средненского сельсовета
- с 10 октября 2010 года — Демченко Владимир Михайлович[2].

## Экономика
В 1971 году в хуторе Среднем был образован Новоставропольский конный завод, в задачи которого входили выращивание и продажа колхозам, совхозам и другим организациям высококлассных племенных лошадей, а также производство и сдача государству продуктов растениеводства и животноводства. В 1977 году конзавод был преобразован в совхоз «Новоставропольский» (с 1992 года — СПХ «Новоставропольское»), занимавшийся производством свинины и зерна. Позже в хуторе начал действовать цех растениеводства ОАО «Пятигорский хлебокомбинат», специализировавшийся на производстве зерна.
В 2000 году на базе СХП и филиала Пятигорского хлебокомбината создано сельскохозяйственное предприятие «Среднее». Хозяйство выращивает на орошаемых землях озимый ячмень, озимую пшеницу, а также яровые и пропашные культуры.